# 碧阳书院
碧阳书院位于中国安徽省黄山市黟县碧阳镇。书院创建于明嘉靖四十二年（1563年），因地处碧山之阳而故名。原址位于城南县儒学旧址，清乾隆年间撤书院。嘉庆十三年（1808年）在迎霭门外横江书院重建，即今黟县中学校址，制度仿效歙县紫阳书院。耗银2.9万两，全部由乡绅捐赠，其中捐资最多者为西递乡绅胡尚熷。书院共有房舍110余间，现仅存崇教祠。
1906年，碧阳书院改为碧阳高等小学堂。抗日战争期间，东吴大学附属中学（黟校）和复旦大学附属中学（皖校）先后在碧阳书院开办。战后改为安徽省黟县中学校舍。碧阳书院已公布为黄山市文物保护单位。